# Гетероатомне перегрупування при нітрогені
Гетероатомне перегрупування при нітрогені — перегрупування бісгетероатомно заміщених амідів до естерів і 1,1-діазенів шляхом міграції атома О від N до карбонільного С.

Гетероатомне перегрупування при нітрогені

Аналогічно N, N'-діацил-N, N'-діалкоксигідразини термічно розкладаються до естерів та N2 через два послідовних пере-
групування. Синонім — перегрупування HERON.